# 宝溪乡
宝溪乡，是中华人民共和国浙江省丽水市龙泉市下辖的一个乡镇级行政单位。

## 行政区划
宝溪乡下辖以下地区：
溪头村、坑里村、龚岭村、车盂村、宝鉴村、竹垟村、半岭村、塘上村、塘源村、溪源田村和高山村。

## 世界最佳旅游乡村
2024年11月15日，溪头村被联合国旅游组织执行委员会列入2024年“最佳旅游乡村”名单。